# Ghyll Pool
Der Ghyll Pool ist ein See im Lake District, Cumbria, England.
Der See liegt im Verlauf des unbenannten Abflusses von Gurnal Dubs und Potter Tarn und wurde 1934 angelegt, um Wasser für eine Papiermühle in Burneside zu liefern.